# ناباتا
ناباتا (به اسپانیایی: Navata) یک شهرستان در اسپانیا است که در استان خرنا واقع شده‌است.

## خصوصیات
ناباتا ۱۸٫۵۱ کیلومترمربع مساحت و ۱٬۱۵۸ نفر جمعیت دارد و ۱۴۵ متر بالاتر از سطح دریا واقع شده‌است.